# La creazione di significato
La creazione di significato è un film del 2014 diretto da Simone Rapisarda Casanova.

## Trama
Un anziano pastore, Pacifico Pieruccioni, si trova costretto dalla crisi economica a cedere la propria terra e la propria casa, situate fra le montagne che furono teatro della Resistenza ai tedeschi. Paradossalmente si presenta a lui come nuovo proprietario proprio un giovane tedesco. I due, e altri personaggi, discorrono di fatti storici e dell'Italia del presente.

## Produzione
La creazione di significato è il secondo lungometraggio dell'autore, dopo El árbol de las fresas (2011). Ambientato e girato nei luoghi della Linea Gotica sulle Alpi Apuane, trae spunto da L'aleph, il racconto di Jorge Luis Borges, per combinare memorie della guerra partigiana ed echi della crisi del tempo presente sullo sfondo di una natura fuori dal tempo. 
Con un budget minimo, Rapisarda Casanova realizza da solo riprese, regia, montaggio e mix sonoro. 
Lo stile è caratterizzato dalla scelta di attori non professionisti e da un lavoro preparatorio alle riprese (scelta dei luoghi, impostazione dei dialoghi) volto a dar loro la possibilità di «interpretare sé stessi». Altri elementi stilistici sono i lunghi piani sequenza in presa unica, la camera fissa e una marcata preferenza per il sonoro diegetico. La tecnica dell'iperfocale permette all'autore di ottenere immagini nitide di qualità pittorica. Luce e colore sono oggetto di una ricerca estetica ispirata agli artisti rinascimentali.

## Distribuzione, riconoscimenti e festival
Non distribuito nelle sale, il film è stato presentato in numerosi festival internazionali, musei e gallerie d'arte ((EN)  «theatrical release» al Museum of Modern Art di New York).

### Premi
- Premio Miglior regista emergente, Festival del film Locarno (Locarno, Svizzera), 2014
- Premio Miglior film, Ann Arbor Film Festival, (Ann Arbor, Michigan, USA), 2014
- Premio Miglior film, Festival internazionale del film di Las Palmas, (Las Palmas de Gran Canaria, Spagna), 2014
- Premio Miglior documentario, Yerevan International Film Festival (Erevan, Armenia), 2014

### Acquisizioni
- Museum of Modern Art di New York, 2015
- National Gallery of Art di Washington, 2015

### Altri festival
- Candidato Miglior documentario italiano, Torino Film Festival 2014
- New Directors/New Films, Museum of Modern Art - Film Society of Lincoln Center, New York, NY, USA, 2015
- Hot Docs Canadian International Documentary Festival, Toronto, Canada, 2015
- International Film Festival, Rotterdam, Paesi Bassi, 2015
- Festival Internazionale del Film Indipendente, Mosca, Russia, 2015
- FilmFest, Amburgo, Germania, 2015
- Open City Documentary Festival, Londra, Regno Unito, 2015
- Greek Film Archive, Atene, Grecia, 2015
- National Intangible Heritage Centre, Corea del Sud, 2015
- Ljubljana International Film Festival, Slovenia, 2015
- Vancouver International Film Festival, Canada, 2014
- Festival du nouveau cinéma, Montreal, Canada, 2014
- Viennale - Vienna International Film Festival, Austria, 2014
- Doclisboa International Film Festival, Lisbona, Portogallo, 2014
- Mar del Plata International Film Festival, Argentina, 2014
- São Paulo International Film Festival, Brasile, 2014

## Critica
La creazione di significato ha avuto un'eco importante nella stampa specializzata soprattutto in lingua inglese e italiana.
- «Il regista italiano presenta il suo nuovo lavoro che sfugge a definizioni mescolando idilliaca rappresentazione della vita in montagna, riflessioni politiche e uno sguardo sulla crisi italiana ed europea» «A creare il significato del suo lavoro, documentario atipico ambientato sulle Alpi Apuane, è chiamato il pubblico che dovrà rimettere insieme i pezzi di un collage»[7]
- «Trovare Borges in un film sulla vita di un contadino delle Alpi Apuane. Capita in La creazione di significato, docu-fiction di Simone Rapisarda Casanova presentato a Locarno nella sezione Cineasti del presente»[8]
- «La macchina da presa di Casanova segue passo dopo passo il protagonista nei suoi riti quotidiani carichi di una sacralità arcaica, mantenendo la giusta distanza nell'osservazione e non interagendovi mai»[9]